# Elaphoglossum grallator
Elaphoglossum grallator är en träjonväxtart som beskrevs av John T. Mickel. Elaphoglossum grallator ingår i släktet Elaphoglossum och familjen Dryopteridaceae. Inga underarter finns listade.